# Ulrich Krafft
Ulrich Krafft (* um 1455 in Ulm; † 11. April 1516 ebenda) war ein deutscher Prediger und Rechtsgelehrter. Nach seiner Lehrtätigkeit als Rechtsprofessor in Tübingen, Freiburg im Breisgau und Basel zwischen 1485 und 1501 wurde ihm 1501 auf Lebenszeit das Amt des Stadtpfarrers in Ulm übertragen.

## Leben
Der Sohn des Ulmer Bürgermeisters Magnus Krafft und der Verena Neithart besuchte die Lateinschule und trat als Konventuale in das Wengenkloster ein. Sein Studium begann er im Wintersemester 1475/1476 an der Universität Basel und setzte es im Wintersemester 1477/1478 in Tübingen fort. Nach der Promotion zum Magister in Tübingen am 26. Januar 1479 studierte er Rechtswissenschaft, zuletzt in Italien. Gegen die Ansicht, dass er dort 1482 vorab bereits den kostenintensiven Grad eines Dr. iur. caesarei (civilis) und danach zwei Jahre später diesen nochmals erhalten habe, spricht der für 1484 nachgewiesene Erwerb des Doktorgrades sowohl für kanonisches als auch für weltliches Recht an der Universität Pavia (in dieser Zeit unter dem gebräuchlichen Ortsnamen Papia bekannt), wie in einem häufig übersehenen Protokoll der Juristenfakultät in Freiburg im Breisgau vom 9. August 1492 belegt ist. Nach diesem Protokoll hat Krafft dem zu dieser Zeit amtierenden Dekan der Juristenfakultät Johannes Kerer ein von der Universität Pavia gesiegeltes Dokument über seine Promotion zum doctor utriusque iuris, d. h. in beiden Rechten – im kirchlichen und weltlichen Recht –, vorgelegt (…de sua promotione in dictis juribus ostendit mihi die sequenti instrumentum sigillo munitum in Universitate Papiensi …).
Ab 1485 lehrte er als ordentlicher Professor für weltliches Recht an den Universitäten in Tübingen (bis 1491; zuvor soll er nach seiner Magisterpromotion von 1479 noch im Wintersemester 1480/1481 unter dem Rektorat von Johannes Kreuzlinger alias Johannes Crützlinger an der Universität in Tübingen gelehrt haben, bevor er zum Rechtsstudium nach Italien wechselte), danach, um die von Graf Eberhard im Bart gewünschte Berufung des Doktors beider Rechte Martin Prenninger aus Konstanz nach Tübingen zu ermöglichen, ab 1492 in Freiburg (im Sommersemester 1493 war er laut Überschrift der Universitätsmatrikel Rektor) und ab 1495 in Basel, wo er im Wintersemester 1495/1496 und Wintersemester 1500/1501 laut Universitätsmatrikel ebenfalls zum Rektor der Universität gewählt wurde. Zu seinen Schülern zählten Ulrich Zasius und Hieronymus Schurff. Letzterer war von Kraffts Vorlesungen so beeindruckt, dass er vom Studium der Medizin zum Studium der Rechtswissenschaft wechselte.
1486 erhielt Krafft vom Papst eine Provision auf je ein Kanonikat als Domherr in Konstanz und Augsburg; die Kanonikate wurden ihm dann später auch übertragen. 1500 erhielt er in Basel neben seiner Professorenbesoldung noch eine weitere Pfründe am Niederstift Sankt Peter. Als Nachfolger des im November 1500 verstorbenen Doktors Ulrich Neithart wurde er vom Magistrat seiner Heimatstadt, der das Patronat über die Stadtkirche hatte, als Prediger auf die (mit 600 Gulden) hochdotierte Pfarrstelle am Ulmer Münster berufen. Wie lange er daneben seine Kanonikate in Augsburg, Basel und Konstanz beibehielt, ist nicht gesichert. 1501 erstellte er in Ulm ein Gutachten zum Spekulationshandel mit Barchent. In diesem wandte er sich gegen alle Formen des Preis-, Pfand- und Zinswuchers. In Anlehnung an die strenge Auffassung der großen Autoritäten der klassischen mittelalterlichen Scholastik und im Gegensatz zur vorherrschenden Lehre des endenden Mittelalters bekämpfte er in ihnen alle Geschäfte, die der Theorie vom gerechten Preis widersprachen. Er ging sogar so weit, auch Entschädigungen für die nicht rechtzeitige Geldrückgabe als Umgehung des kirchlichen Zinsverbotes abzulehnen (Finke, Tübinger Professorenkatalog, Band 1,2, 2011, S. 185 mit Anmerkung 27). Um 1510 errichtete er den ersten Ulmer Pfarrhof. Er reformierte schwäbische Klöster und trat mehrfach als Ablasskommissar auf.
Aus Kraffts Rechtspraxis ist am bekanntesten, dass er am 22. November 1501 in der Nachfolge Bernhard Schöf(f)erlins für etwa ein Jahr das Amt des Richters der Städte beim Schwäbischen Bund erhielt, bis dieses wegen Unabkömmlichkeit Kraffts in Ulm 1503 auf den Doktor beider Rechte Johannes Streler alias Sträler überging (Finke, Tübinger Professorenkatalog, Band 1,2, 2011, S. 185).
In seinem Testament vom 1. April 1516 bestimmte er, dass seine Bücher in eine vom Rat der Stadt Ulm zu gründende Bibliothek kommen sollten. Außerdem stiftete er 100 rheinische Gulden, aus deren Zinsen der Bestand zu vermehren war. Ein Teil seiner Bücher wird bis heute in der Stadtbibliothek Ulm aufbewahrt.
Ulrich Krafft hatte den Habitus eines Reformers. Er lehrte – so Berndt Hamm, S. 341 f. –, Gott schenke dem Menschen aus purer Liebe alle Gaben umsonst und bedingungslos, d. h. ohne irgendeine Vorleistung des Menschen, die ihn zu einer angemessenen Gegengabe verpflichten würde, und auch nicht im Blick auf künftige Leistungen, die den Menschen im Nachhinein des göttlichen Geschenks würdig machen könnten. Bedingungslosigkeit bedeute aber nicht Voraussetzungslosigkeit, denn Gott beschenke nur jene Menschen mit der himmlischen Seligkeit, die an ihrem Lebensende frei von Todsünden, im Zustand der Gottesliebe und zumindest der inneren Bereitschaft sind, gottesfürchtige Werke zu tun. Eine originelle Kombination ist nach Hamm die Verknüpfung einer massiven Tugend- und Werkorientierung, die gut zu seiner juristischen Profession und seinen humanistischen Neigungen passe, mit der Vorstellung von der Allwirksamkeit der göttlichen Güte, Liebe, Gnade und Barmherzigkeit. Die verdienstkritische Seite seiner Theologie stehe in einem auffallenden Kontrast zum allgemeinen Verdienststreben und theologischen Verdienstdenken der Ära vor der Reformation. Des Weiteren betont Hamm das Festhalten Kraffts an einem „pluralen Normverständnis“, das die Autorität der Bibel mit der Auslegungsautorität der konziliaren und päpstlichen Lehrdefinitionen sowie der kirchlichen Lehr-, Rechts- und Frömmigkeitstraditionen zusammensah. Daher war beispielsweise die Heiligen- und Reliquienverehrung seiner Zeit, die er in der Bibel nicht finden konnte, für ihn kein Grund, mit dieser jahrhundertealten Tradition zu brechen. Hamm hebt (S. 394 f.) zusammenfassend hervor, dass Krafft allein schon mit seiner intensiven Predigttätigkeit, der Publikation der beiden Predigtzyklen und seiner Bibliotheksstiftung einen Sonderstatus unter den deutschsprachigen Pfarrern vor der Reformation einnimmt. Dabei sei es zudem „vollends ungewöhnlich“, wie Krafft es fertigbringe, „furcht- und angsteinflößende Drohungen, die der Gemeinde Gottes schreckliches Jenseitsgericht vor Augen stellen“, mit seinem „wiederholt pointierten Lehrsatz zu verbinden, dass der Weg des Menschen in den Himmel leicht sei, leichter sogar als der Weg in die Hölle.“

## Werke
- Der geistliche Streit. Straßburg: Johann Knobloch d. Ä. 1517 (Sammlung von 36 Fastenpredigten aus 1503 und 1514). Digitalisat der Handschrift Cgm 460 ist online.
- Die Arche Noe. Predigtzyklus. Straßburg: Konrad Kerner 1517 (Hierzu Erläuterungen bei Hamm, 2020, S. 409).